# Danmarks bidrag i Eurovision Song Contest
Danmark debuterade i Eurovision Song Contest 1957 och har till och med 2025 deltagit 53 gånger. Det danska tv-bolaget Danmarks Radio har ansvarat för Danmarks  medverkan varje år sedan 1957. Alla gånger man har varit med har landets artist och bidrag tagits ut genom den nationella musiktävlingen Dansk Melodi Grand Prix.
Danmark har hittills stått som segrare vid tre tillfällen i en eurovisionsfinal. Segrarna togs 1963, 2000 och 2013. Utöver detta har Danmark ytterligare fyra pallplatser som resultat. En andraplats (2001) och tre tredjeplatser (1957, 1988 och 1989).

## Danmark i Eurovision Song Contest

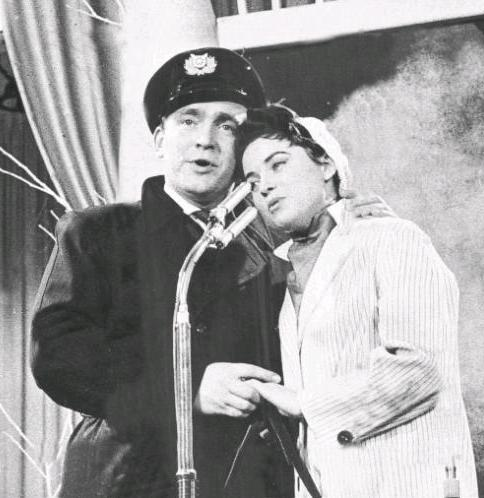
Gustav Winckler och Birthe Wilke i Frankfurt 1957.

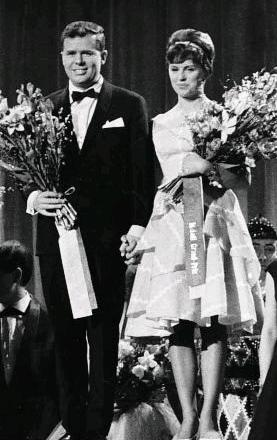
Grethe & Jørgen Ingmann i London 1963

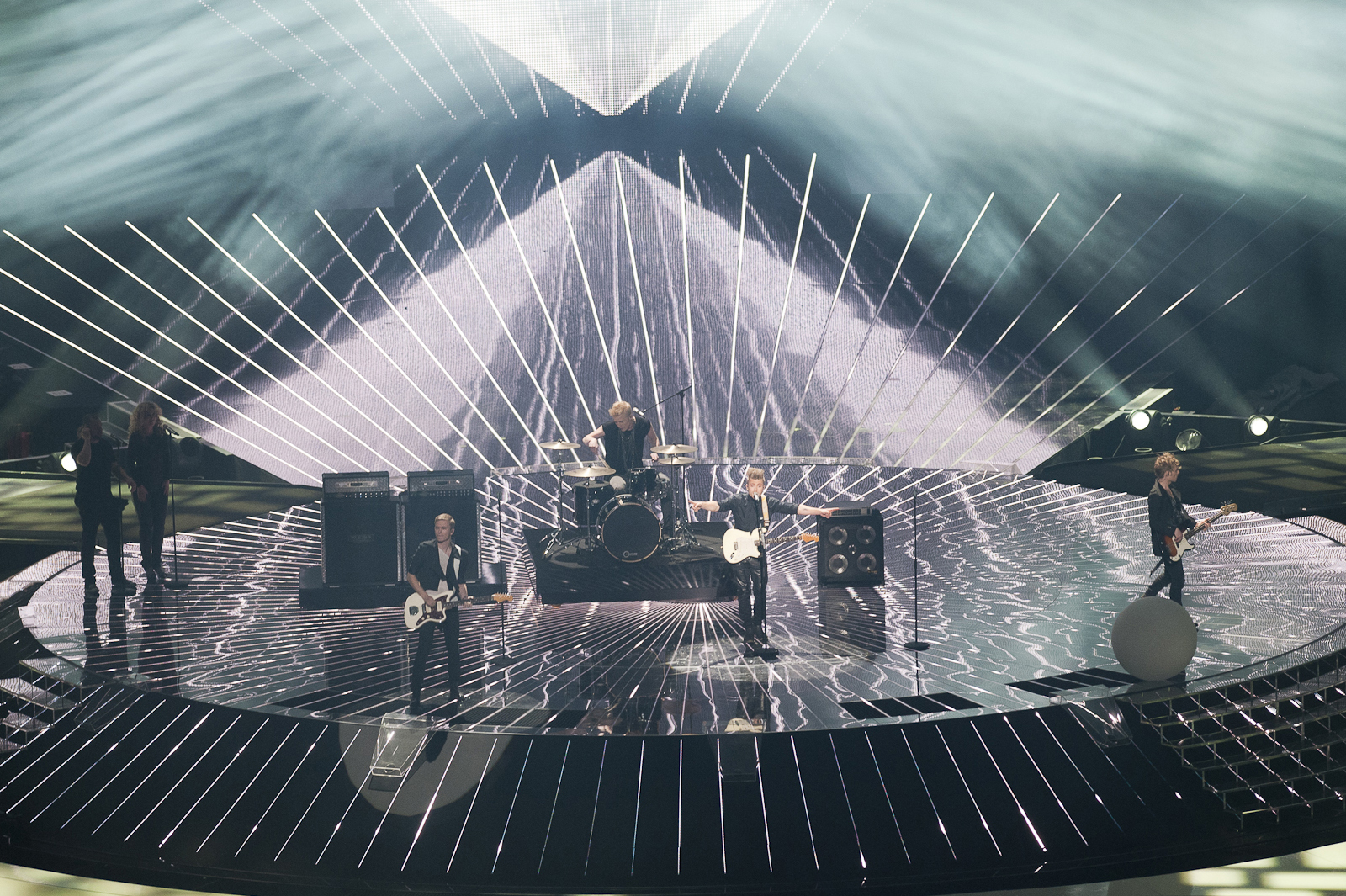
A Friend In London i Düsseldorf 2011.

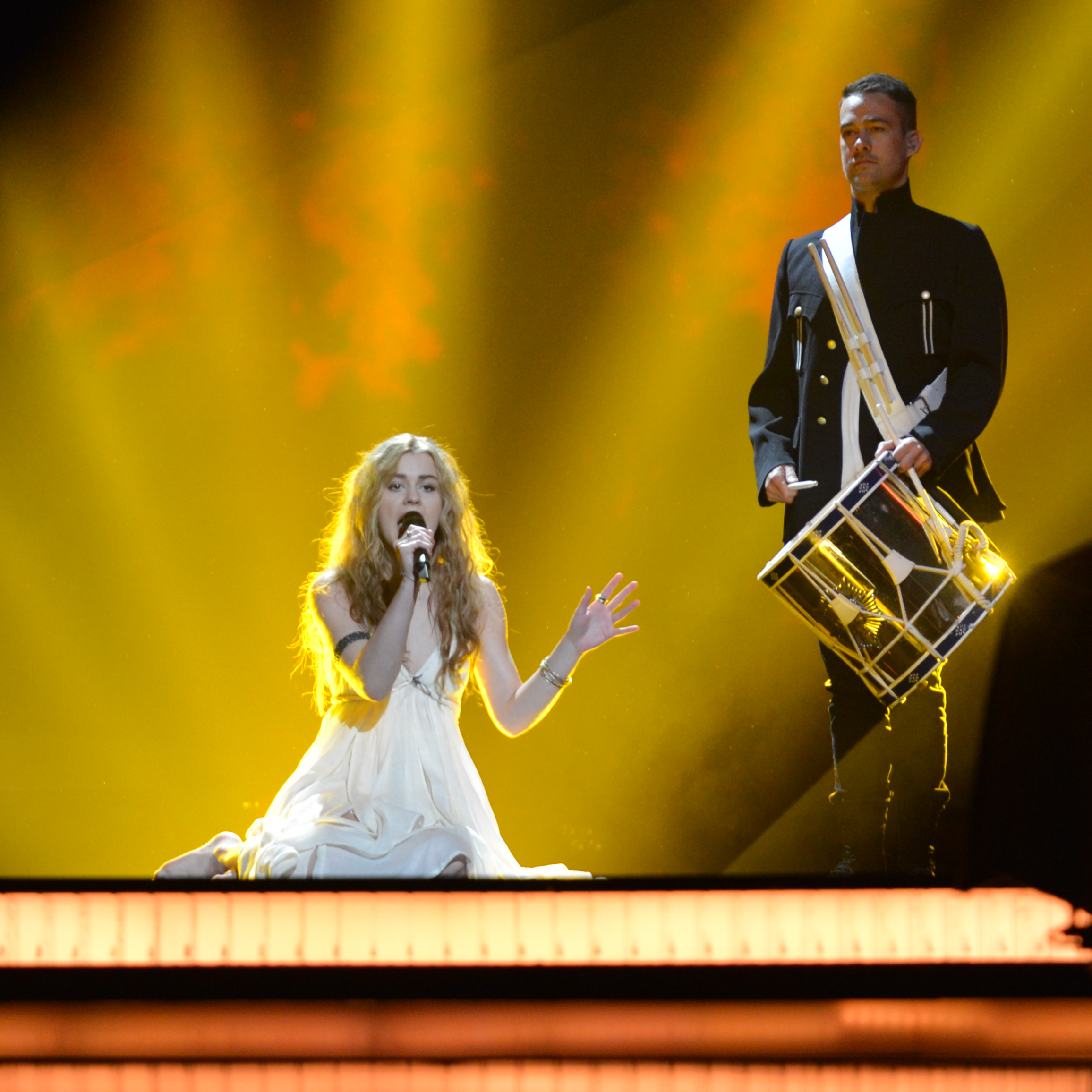
Emmelie de Forest i Malmö 2013.

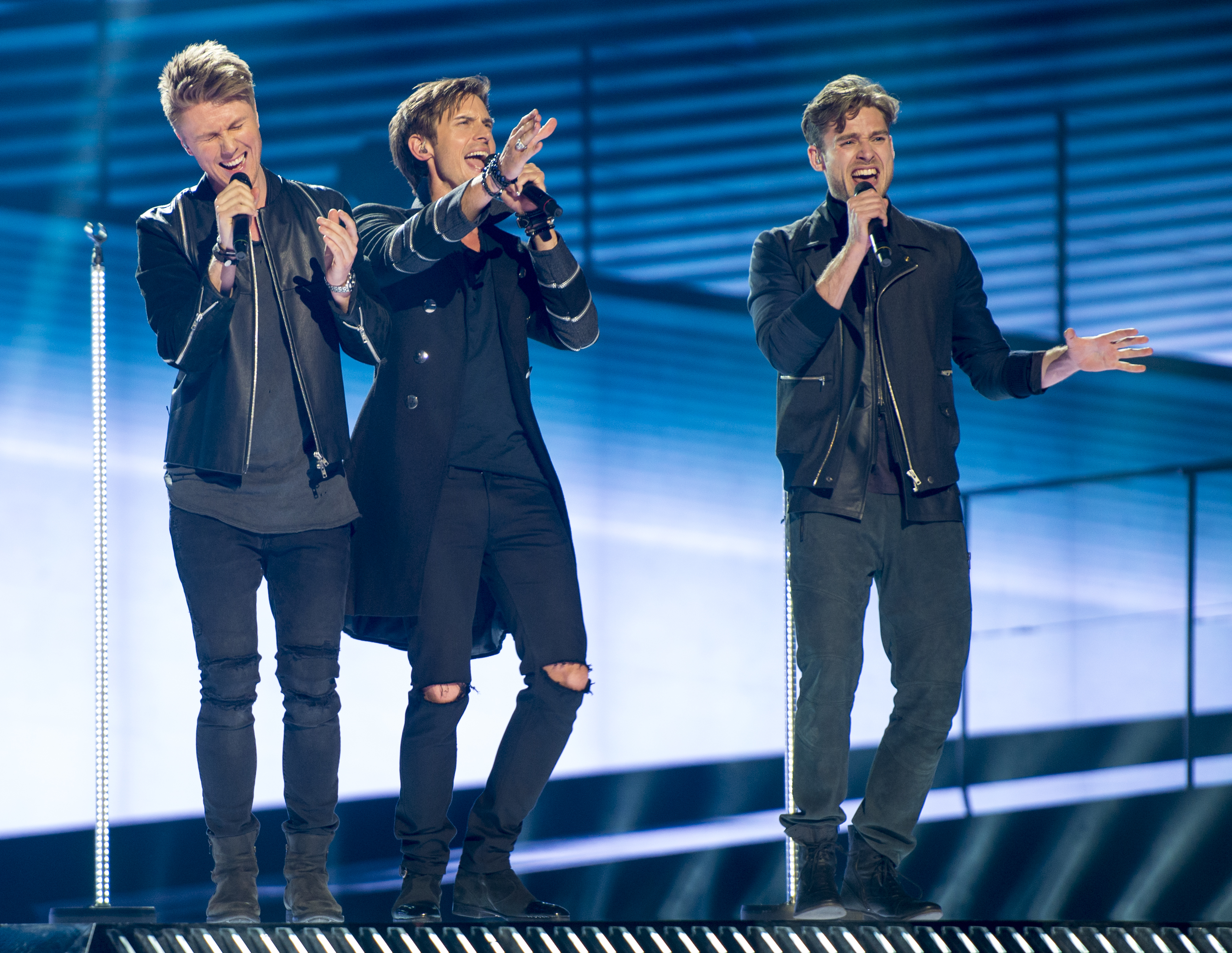
Lighthouse X i Stockholm 2016.

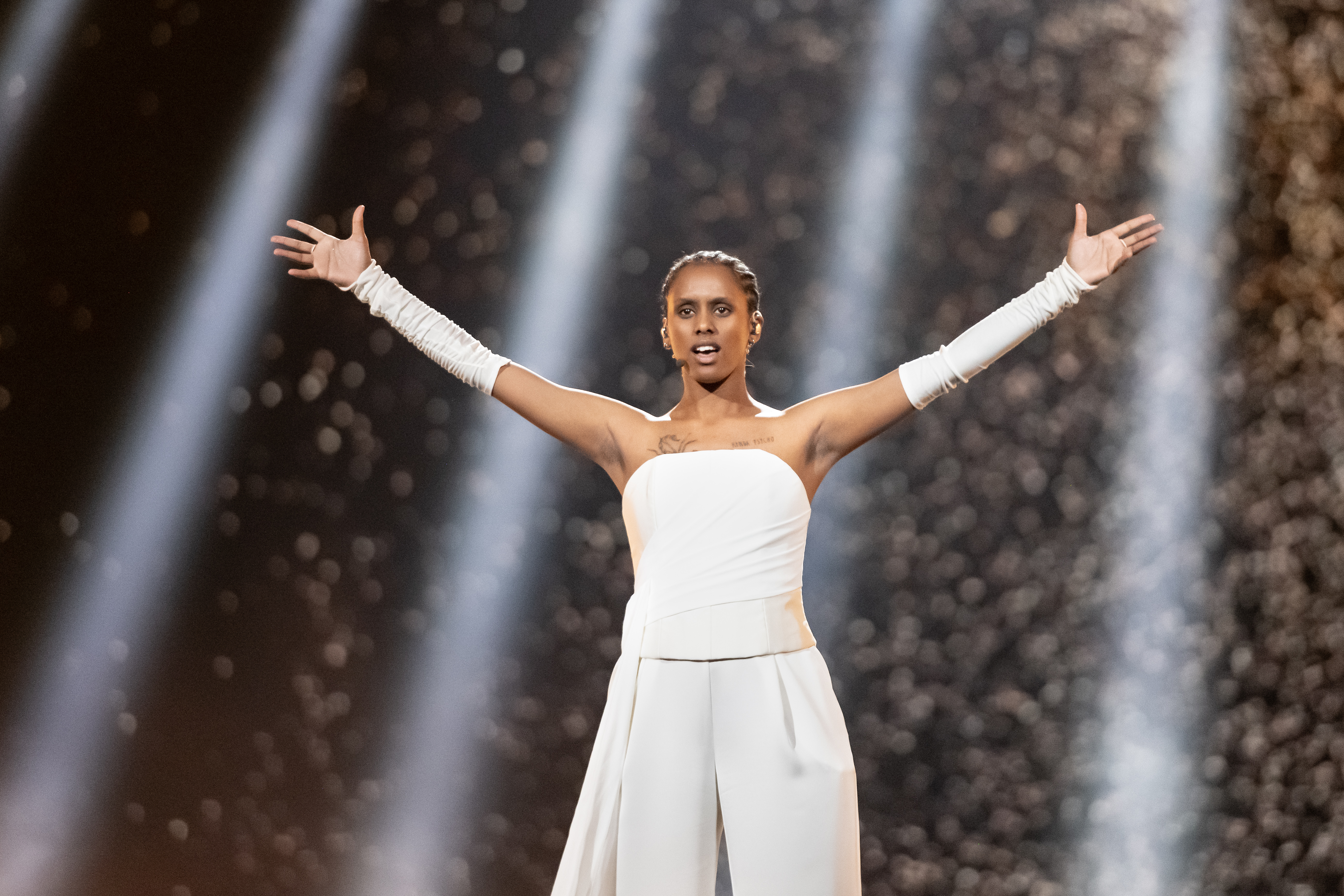
SABA i Malmö 2024.

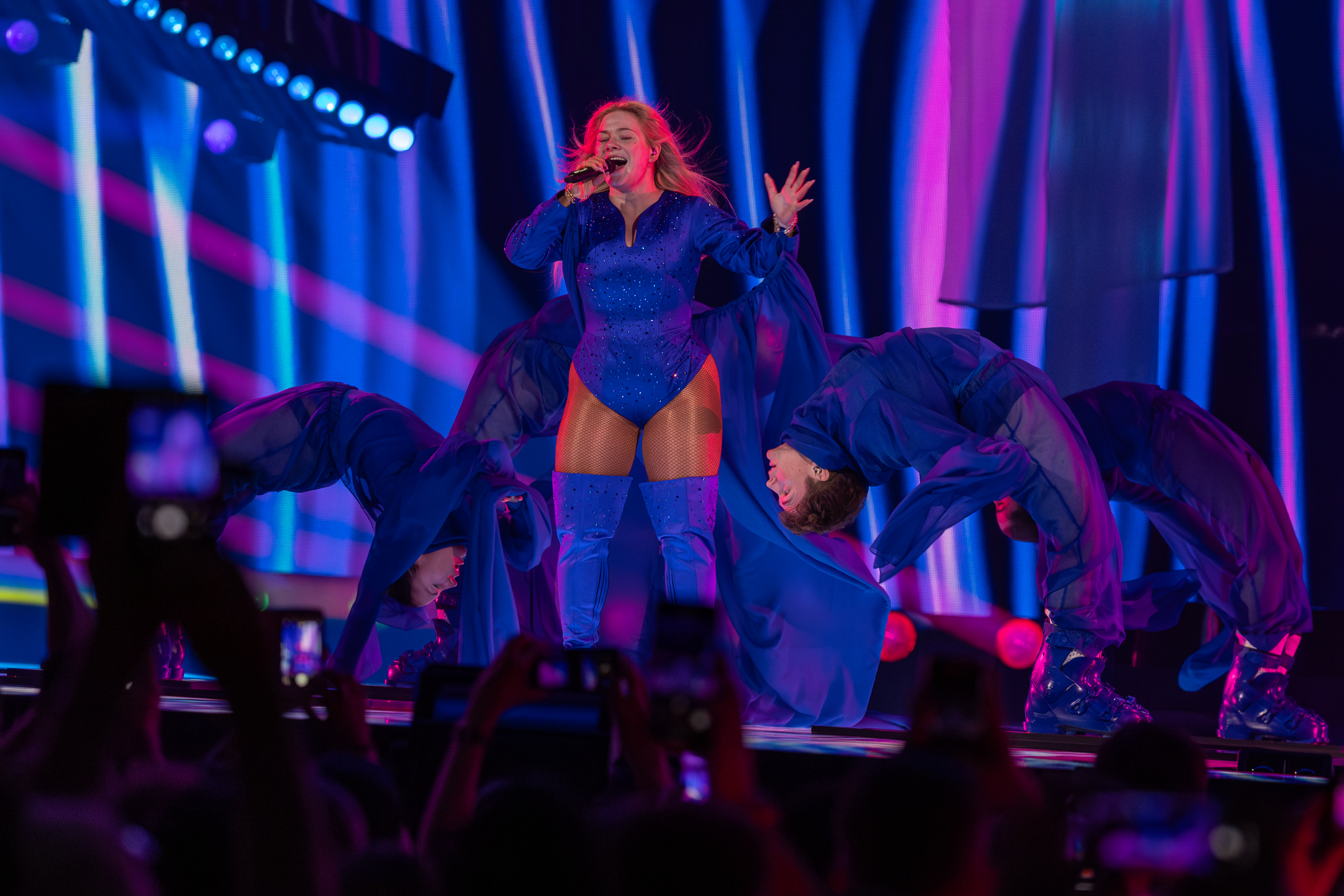
Sissal i Basel 2025.

### Historia
Danmark debuterade 1957. Landets första representant var Birthe Wilke och Gustav Winckler som framförde låten Skibet skal sejle i nat. Trots att bidraget kom trea i finalen skapades en kontrovers kring framförandet. Bidraget handlade om en sjökapten som tar farväl av sin käresta, och bidraget avslutades med en djup, utdragen kyss, vilket väckte anstöt i vissa länder. Detta var delvis ett misstag - det var tänkt att Birthe Wilke och Gustav Winckler som stod för bidraget, skulle få en signal att de var ute ur bild, vilken aldrig kom. Danmark blev det första skandinaviska land att vinna Eurovision, vilket skedde 1963 med bidraget "Dansevise" framförd av Grethe & Jørgen Ingmann. Därmed fick Köpenhamn stå som värd för tävlingen år 1964. Efter 1966 gjorde Danmark ett uppehåll från tävlingen fram till 1978, eftersom Danmarks Radio inte såg positivt på tävlingen och inte skickade representanter. Under 1980-talet gjorde Danmark resultatmässigt mycket bra ifrån sig. Mellan 1986 och 1990 hamnade Danmark inom topp tio varje år. Som bäst hamnade man trea 1988 och 1989. Gruppen Hot Eyes vann den danska uttagningen tre gånger under 1980-talet, men hade till sin tredje gång bytt namn till Kirsten & Søren. Under 1990-talet gick det generellt sett dåligt för Danmark. Under denna perioden hade intresset för tävlingen ökat från länder som under början på 1990-talet gjort sig fria från Sovjetunionen och Jugoslavien. Det ökade antalet länder som ville med i tävlingen ledde till att EBU införde en regel som innebar att länder som placerade sig sämre ett år fick avstå medverkan året därpå för att kunna göra plats åt andra länder som hade fått avstå året innan att delta. Denna regel infördes 1994 och varande fram till 2003. Då Danmark placerade sig dåligt vid ett flertal gånger under denna period så fick landet avstå tävlan 1994, 1998 och 2003. 1996 hade danskarna valt ett bidrag för finalen i Oslo, Kun med dig med Dorthe Andersen och Martin Loft, men bidraget kvalificerade sig inte till finalen på grund av en kvalificeringsomgång där juryn fick utse vilka 22 bidrag som skulle få delta i finalen, detta gjorde att danskarna fick stanna hemma. De placerade sig 25:e av totalt 29 bidrag. 
Danmarks andra seger kom 37 år efter första segern, med bidraget "Fly on the Wings of Love" framförd av Olsen Brothers. Året därpå hamnade Danmark tvåa på hemmaplan. Värdskapet 2001 sändes från fotbollsarenan Parken i Köpenhamn, vilken för tillfället hade fått ett nybyggt tak. Med 38 000 personer i publiken var det då den eurovisionfinal som hade setts av flest personer på plats, ett rekord som skulle vara fram till 2011. Men året efter blev en mardröm då Danmark placerade sig sist i finalen. När systemet med en semifinal infördes 2004 så var reglerna enligt dåvarande system att länder som placerat sig inom topp tio i finalen blev direktkvalificerade till finalen året därpå (Regel som varade fram till 2007 och ersattes med två semifinaler 2008). Danmark misslyckades att kvala sig in till finalen 2004, men året därpå, 2005, gick man till finalen och slutade på en delad niondeplats med Norge. Placeringen innebar att Danmark var direktkvalificerad till finalen 2006, men resultatet blev en besvikelse då man slutade på artondeplats, vilket innebar att Danmark behövde vara i semifinalen igen. Danmark misslyckades dock med att kvala sig till finalen 2007. 
Danmark kvalificerade sig till finalen samtliga år mellan 2008 och 2013. 2013 kom även Danmarks tredje vinst med låten "Only Teardrops" framförd av Emmelie de Forest. Danmark blev därmed det första landet att vinna eurovision två gånger under 2000-talet. Danmark har efter värdskapet för tävlingen 2014 haft en nedgång resultatmässigt i tävlingen. Sedan 2015 har Danmark på sex försök kvalificerat sig till finalen tre gånger och missat finalen lika många gånger.

### Nationell uttagningsform
Danmark har som standard att utse landets representant genom musiktävlingen Dansk Melodi Grand Prix. Uttagningen har arrangerats varje år sedan debuten 1957. Upplägget för tävlingen har varierat genom åren. Det nuvarande upplägget är en final med åtta bidrag där de tre mest framröstade bidragen kvalar sig in till "superfinalen" där det vinnande bidraget utses via telefonröstning. 

## Resultattabell
| 1 | Vinnare                            |
| 2 | Andra plats                        |
| 3 | Tredje plats                       |
| ◁ | Sista plats                        |
| X | Ett bidrag valdes men tävlade inte |

| År                               | Artist                           | Bidrag                             | Språk              | Final              | Poäng              | Semi               | Poäng              |
| -------------------------------- | -------------------------------- | ---------------------------------- | ------------------ | ------------------ | ------------------ | ------------------ | ------------------ |
| 1957                             | Birthe Wilke och Gustav Winckler | "Skibet skal sejle i nat"          | Danska             | 3                  | 10                 | Inga semifinaler   | Inga semifinaler   |
| 1958                             | Rachel Rastenni                  | "Jeg rev et blad ud af min dagbog" | Danska             | 8                  | 3                  | Inga semifinaler   | Inga semifinaler   |
| 1959                             | Birthe Wilke                     | "Uh, jeg ville ønske jeg var dig"  | Danska             | 5                  | 12                 | Inga semifinaler   | Inga semifinaler   |
| 1960                             | Katy Bødtger                     | "Det var en yndig tid"             | Danska             | 10                 | 4                  | Inga semifinaler   | Inga semifinaler   |
| 1961                             | Dario Campeotto                  | "Angelique"                        | Danska             | 5                  | 12                 | Inga semifinaler   | Inga semifinaler   |
| 1962                             | Ellen Winther                    | "Vuggevise"                        | Danska             | 10                 | 2                  | Inga semifinaler   | Inga semifinaler   |
| 1963                             | Grethe & Jørgen Ingmann          | "Dansevise"                        | Danska             | 1                  | 42                 | Inga semifinaler   | Inga semifinaler   |
| 1964                             | Bjørn Tidmand                    | "Sangen om dig"                    | Danska             | 9                  | 4                  | Inga semifinaler   | Inga semifinaler   |
| 1965                             | Birgit Brüel                     | "For din skyld"                    | Danska             | 7                  | 10                 | Inga semifinaler   | Inga semifinaler   |
| 1966                             | Ulla Pia                         | "Stop - mens legen er go'"         | Danska             | 14                 | 4                  | Inga semifinaler   | Inga semifinaler   |
| Deltog inte mellan 1967 och 1977 |                                  |                                    |                    |                    |                    |                    |                    |
| 1978                             | Mabel                            | "Boom Boom"                        | Danska             | 16                 | 13                 | Inga semifinaler   | Inga semifinaler   |
| 1979                             | Tommy Seebach                    | "Disco Tango"                      | Danska             | 6                  | 76                 | Inga semifinaler   | Inga semifinaler   |
| 1980                             | Bamses Venner                    | "Tænker altid på dig"              | Danska             | 14                 | 25                 | Inga semifinaler   | Inga semifinaler   |
| 1981                             | Tommy Seebach & Debbie Cameron   | "Krøller eller ej"                 | Danska             | 11                 | 41                 | Inga semifinaler   | Inga semifinaler   |
| 1982                             | Brixx                            | "Video, Video"                     | Danska             | 17                 | 5                  | Inga semifinaler   | Inga semifinaler   |
| 1983                             | Gry Johansen                     | "Kloden drejer"                    | Danska             | 17                 | 16                 | Inga semifinaler   | Inga semifinaler   |
| 1984                             | Hot Eyes                         | "Det' lige det"                    | Danska             | 4                  | 101                | Inga semifinaler   | Inga semifinaler   |
| 1985                             | Hot Eyes                         | "Sku' du spørg' fra no'en?"        | Danska             | 11                 | 41                 | Inga semifinaler   | Inga semifinaler   |
| 1986                             | Trax                             | "Du er fuld af løgn"               | Danska             | 6                  | 77                 | Inga semifinaler   | Inga semifinaler   |
| 1987                             | Anne Cathrine Herdorf & Drengene | "En lille melodi"                  | Danska             | 5                  | 83                 | Inga semifinaler   | Inga semifinaler   |
| 1988                             | Kirsten & Søren                  | "Ka' du se hva' jeg sa'?"          | Danska             | 3                  | 92                 | Inga semifinaler   | Inga semifinaler   |
| 1989                             | Birthe Kjær                      | "Vi maler byen rød"                | Danska             | 3                  | 111                | Inga semifinaler   | Inga semifinaler   |
| 1990                             | Lonnie Devantier                 | "Hallo Hallo"                      | Danska             | 8                  | 64                 | Inga semifinaler   | Inga semifinaler   |
| 1991                             | Anders Frandsen                  | "Lige der hvor hjertet slår"       | Danska             | 19                 | 8                  | Inga semifinaler   | Inga semifinaler   |
| 1992                             | Lotte Nilsson & Kenny Lübcke     | "Alt det som ingen ser"            | Danska             | 12                 | 47                 | Inga semifinaler   | Inga semifinaler   |
| 1993                             | Tommy Seebach Band               | "Under stjernerne på himlen"       | Danska             | 22                 | 9                  | Inga semifinaler   | Inga semifinaler   |
| Deltog inte 1994                 |                                  |                                    |                    |                    |                    |                    |                    |
| 1995                             | Aud Wilken                       | "Fra Mols til Skagen"              | Danska             | 5                  | 92                 | Inga semifinaler   | Inga semifinaler   |
| 1996                             | Dorthe Andersen och Martin Loft  | "Kun med dig"                      | Danska             | Kvalificerade inte | Kvalificerade inte | 25                 | 22                 |
| 1997                             | Kølig Kaj                        | "Stemmen i mit liv"                | Danska             | 16                 | 25                 | Inga semifinaler   | Inga semifinaler   |
| Deltog inte 1998                 |                                  |                                    |                    |                    |                    |                    |                    |
| 1999                             | Michael Teschl & Trine Jepsen    | "This Time I Mean It"              | Engelska           | 8                  | 71                 | Inga semifinaler   | Inga semifinaler   |
| 2000                             | Olsen Brothers                   | "Fly on the Wings of Love"         | Engelska           | 1                  | 195                | Inga semifinaler   | Inga semifinaler   |
| 2001                             | Rollo & King                     | "Never Ever Let You Go"            | Engelska           | 2                  | 177                | Inga semifinaler   | Inga semifinaler   |
| 2002                             | Malene                           | "Tell Me Who You Are"              | Engelska           | 24                 | 7                  | Inga semifinaler   | Inga semifinaler   |
| Deltog inte 2003                 |                                  |                                    |                    |                    |                    |                    |                    |
| 2004                             | Tomas Thordarson                 | "Shame on You"                     | Engelska           | Kvalificerade inte | Kvalificerade inte | 13                 | 56                 |
| 2005                             | Jakob Sveistrup                  | "Talking to You"                   | Engelska           | 9                  | 125                | 3                  | 125                |
| 2006                             | Sidsel Ben Semmane               | "Twist of Love"                    | Engelska           | 18                 | 26                 | Direktkvalifierad  | Direktkvalifierad  |
| 2007                             | DQ                               | "Drama Queen"                      | Engelska           | Kvalificerade inte | Kvalificerade inte | 19                 | 45                 |
| 2008                             | Simon Mathew                     | "All Night Long"                   | Engelska           | 15                 | 60                 | 3                  | 112                |
| 2009                             | Niels Brinck                     | "Believe Again"                    | Engelska           | 13                 | 74                 | 8                  | 69                 |
| 2010                             | Chanée & N'evergreen             | "In a Moment Like This"            | Engelska           | 4                  | 149                | 5                  | 101                |
| 2011                             | A Friend In London               | "New Tomorrow"                     | Engelska           | 5                  | 134                | 2                  | 135                |
| 2012                             | Soluna Samay                     | "Should've Known Better"           | Engelska           | 23                 | 21                 | 9                  | 63                 |
| 2013                             | Emmelie de Forest                | "Only Teardrops"                   | Engelska           | 1                  | 281                | 1                  | 167                |
| 2014                             | Basim                            | "Cliché Love Song"                 | Engelska           | 9                  | 74                 | Värdland           | Värdland           |
| 2015                             | Anti Social Media                | "The Way You Are"                  | Engelska           | Kvalificerade inte | Kvalificerade inte | 13                 | 33                 |
| 2016                             | Lighthouse X                     | "Soldiers of Love"                 | Engelska           | Kvalificerade inte | Kvalificerade inte | 17                 | 34                 |
| 2017                             | Anja                             | "Where I Am"                       | Engelska           | 20                 | 77                 | 10                 | 101                |
| 2018                             | Rasmussen                        | "Higher Ground"                    | Engelska           | 9                  | 226                | 5                  | 204                |
| 2019                             | Leonora                          | "Love Is Forever"                  | Engelska, franska1 | 12                 | 120                | 10                 | 94                 |
| 2020                             | Ben & Tan                        | "Yes"                              | Engelska           | Tävlingen inställd | Tävlingen inställd | Tävlingen inställd | Tävlingen inställd |
| 2021                             | Fyr & Flamme                     | "Øve os på hinanden"               | Danska             | Kvalificerade inte | Kvalificerade inte | 11                 | 89                 |
| 2022                             | Reddi                            | "The Show"                         | Engelska           | Kvalificerade inte | Kvalificerade inte | 13                 | 55                 |
| 2023                             | Reiley                           | "Breaking My Heart"                | Engelska           | Kvalificerade inte | Kvalificerade inte | 14                 | 6                  |
| 2024                             | SABA                             | "SAND"                             | Engelska           | Kvalificerade inte | Kvalificerade inte | 12                 | 36                 |
| 2025                             | Sissal                           | "Hallucination"                    | Engelska           | 23                 | 47                 | 8                  | 61                 |

1 Innehåller fraser på danska och tyska.

## Röstningshistorik (1957–2025)[2]

### Danmark hargivitmest poäng till...
| Endast finaler | Endast finaler | Endast finaler |
| Nr             | Land           | Poäng          |
| -------------- | -------------- | -------------- |
| 1              | Sverige        | 428            |
| 2              | Norge          | 209            |
| 3              | Tyskland       | 194            |
| 4              | Storbritannien | 170            |
| 5              | Schweiz        | 149            |

| Finaler och semifinaler | Finaler och semifinaler | Finaler och semifinaler |
| Nr                      | Land                    | Poäng                   |
| ----------------------- | ----------------------- | ----------------------- |
| 1                       | Sverige                 | 528                     |
| 2                       | Norge                   | 337                     |
| 3                       | Island                  | 239                     |
| 4                       | Nederländerna           | 228                     |
| 5                       | Schweiz                 | 208                     |

### Danmark harmottagitflest poäng från...
| Endast finaler | Endast finaler | Endast finaler |
| Nr             | Land           | Poäng          |
| -------------- | -------------- | -------------- |
| 1              | Norge          | 221            |
| 2              | Sverige        | 214            |
| 3              | Island         | 200            |
| 4              | Storbritannien | 145            |
| 5              | Nederländerna  | 142            |

| Finaler och semifinaler | Finaler och semifinaler | Finaler och semifinaler |
| Nr                      | Land                    | Poäng                   |
| ----------------------- | ----------------------- | ----------------------- |
| 1                       | Norge                   | 324                     |
| 2                       | Sverige                 | 307                     |
| 3                       | Island                  | 276                     |
| 4                       | Nederländerna           | 218                     |
| 5                       | Irland                  | 200                     |